# Henryk Eile
Henryk Eile vel Nachman Hirsch Eile (ur. 12 października 1878 w Krakowie, zm. 19 marca 1949 w Łodzi) – polski prawnik, historyk administracji, publicysta, pułkownik intendent Wojska Polskiego.

## Życiorys
Henryk Eile urodził się 12 października 1878 roku w Krakowie, w rodzinie Filipa, kupca, i Jadwigi z domu Grynwald, jego rodzice byli Żydami. Kształcił  się  w  Gimnazjum  św.  Jacka, a  następnie  w  Gimnazjum  św.  Anny w  Krakowie,  w  którym  w  1899  r.  zdał egzamin maturalny. Podjął studia na Uniwersytecie Wiedeńskim (od 1899 do 1900), które kontynuował na Wydziale Prawa Uniwersytecie Jagiellońskim do 1903 otrzymując absolutorium. W latach 1907–1914 zajmował  stanowisko  referenta  spraw przemysłowych  w  Izbie  Handlowo-Przemysłowej we Lwowie.
Działał w ramach organizacji Polski Skarb Wojskowy. Po wybuchu I wojny światowej wstąpił do Legionów Polskich 8 sierpnia 1914. Otrzymał przydział do Departamentu Wojskowego Naczelnego Komitetu Narodowego, w którym sprawował stanowisko naczelnika wydziału. W 1915 kierował biurem odpowiedzialnym za udzielanie zasiłków i zaopatrzenia dla rodzin walczących legionistów. Mianowany podporucznikiem w korpusie oficerów kancelaryjnych w kwietniu 1917. Następnie był szefem sekcji gospodarczej w Komisji Wojskowej Tymczasowej Rady Stanu od 1 lipca 1917 do 1 września 1918. Służył w Legionach w stopniu porucznika kancelaryjnego.
W listopadzie 1918 roku został przyjęty do Wojska Polskiego. Po wojnie polsko-bolszewickiej podjął służbę w Departamencie VII Gospodarczym (Intendentury) Ministerstwa Spraw Wojskowych, w którym w stopniu kapitana został szefem sekcji V Zaopatrzenia Rodzin Wojskowych i Emerytów.
1 czerwca 1921 roku pełnił służbę w Departamencie VII Ministerstwa Spraw Wojskowych, a jego oddziałem macierzystym był wówczas Wojskowy Okręgowy Zakład Gospodarczy w Warszawie Powązkach.
3 maja 1922 roku został zweryfikowany w stopniu podpułkownika ze starszeństwem z dniem 1 czerwca 1919 roku i 30. lokatą w korpusie oficerów intendentów. 5 kwietnia 1923 roku został przesunięty ze stanowiska szefa Wydziału Wojenno-Likwidacyjnego na stanowisko szefa Wydziału Uposażeń w Departamencie VII Intendentury Ministerstwa Spraw Wojskowych.
1 grudnia 1924 roku awansował na pułkownika ze starszeństwem z dniem 15 sierpnia 1924 roku i 11. lokatą w korpusie oficerów intendentów. W 1928 był przydzielony do Departamentu Intendentury Ministerstwa Spraw Wojskowych. Z dniem 30 kwietnia 1929 roku został przeniesiony w stan spoczynku.
W późniejszych latach II Rzeczypospolitej pełnił funkcje urzędnika ministerialnego: był radcą w Ministerstwie Rolnictwa, od 15 marca 1930 był urzędnikiem Ministerstwa Spraw Wewnętrznych. Po wybuchu II wojny światowej 1939 podczas kampanii wrześniowej służył w Sekretariacie Komisariatu Cywilnego działającym przy Dowództwie Obrony Warszawy. Brał udział w działaniach obrony cywilnej. Lata okupacji niemieckiej ziem polskich przeżył ukrywany przez Polaków.
Publikował w zakresie historii administracji i wojskowości polskiej. Występował z odczytami w Polskim Radiu.
Zmarł 19 marca 1949 w Łodzi.
Został pochowany w części rzymskokatolickiej Starego Cmentarza w Łodzi.
Jego żoną była Gustawa z domu Rychter, a ich synem był Marian Eile (1910–1984), dziennikarz, satyryk, malarz i scenograf.

## Publikacje
- Opieka nad Legionistami polskimi i ich rodzinami (1915)
- Kwestya inwalidów (1916)
- Wojsko polskie a przemysł (1917)
- Wojsko jako czynnik gospodarczy (1918)
- Dzieje administracji w wojsku Księstwa Warszawskiego. Oblężenie Zamościa w 1813 (1927)
- Dzieje administracji w wojsku Księstwa Warszawskiego. Zaopatrzenie wojska
- Dzieje administracji w wojsku Księstwa Warszawskiego. Książę Józef jako administrator (1928)[19]
- Sto lat temu (1928)
- Czasy i ludzie. Sto lat temu... (1929)
- Prasa warszawska przed stu laty i współczesna jej ocena (1929)
- Rok 1830. Wojsko, prasa, sprawy polityczne, oświata, nauka, literatura, sztuka, muzyka, teatr, sprawy ekonomiczne, komunikacyjne, społeczne, wynalazki, zabawy, czasy i ludzie, powstanie (1930)
- Powstanie listopadowe. Finanse i administracja wojska (1930)
- Podstawy finansowe powstania listopadowego (1931)
- Warszawa z drewnianej murowana (1936)[20]
- Teatr warszawski w dobie powstańczej (1933)[21]
- Polityka a inwestycje. Rząd Powstania Styczniowego wobec inwestycji wodociągowo-kanalizacyjnej m. Warszawy (1933)
- Miasta, rzemiosło, cechy (rozkwit i upadek) (1947)

## Ordery i odznaczenia
- Krzyż Niepodległości (4 lutego 1932)[22]
- Krzyż Oficerski Orderu Odrodzenia Polski (2 maja 1923)[23][24][25]
- Złoty Krzyż Zasługi (28 września 1925)[26]